# リーヴァイ・ミューエンバーグ
リーヴァイ・ミューエンバーグ（Levi Meeuwenberg、1986年7月8日 - ）は、アメリカの男子フリーランニング選手で、TBS『SASUKE』の有力選手。身長180cm 体重70kg。ミシガン州出身。

## 人物
中学時代までは多彩なスポーツをこなしていたが、高校以降はフリーランニング一本に重点を置いている。
現在彼はパルクールチーム「AMERICAN PARKOUR」に在籍中。
現在はアメリカで農家をしている。

## SASUKEでの戦歴

### 大会ごとの戦歴

#### 第20回大会
「サスケ」第2回アメリカ代表予選を1位で通過し初出場。1stでは自身の競技前まで奥山義行のみクリアしている状況下で、16.01秒の最速タイムで通過。2ndステージでは38.54秒のSASUKE2nd史上最速タイムを残し、100人中唯一の3rdステージ進出者となった。3rdでは新クリフハンガーの下り空白部分でリタイア。初出場で最優秀成績者となる。競技後のインタビューでは「サスケではアメリカとか日本とか 国籍など全く関係ないと思う。なぜならサスケは人間の限界を追求する競技だから」と語った（ゼッケン1989）。

#### 第21回大会
第21回はゼッケン99番で出場。ジャンピングスパイダー前で前方宙返り、そり立つ壁で後方宙返りなど、随所にパフォーマンスを入れた1stを21.51秒残しで最速突破。しかし2ndのサーモンラダーで段差の掛け違いが続き、最上段を掛け違えたと同時に落下（ゼッケン99）。

#### 第22回大会
第22回の1stでも随所にパフォーマンスを入れていたが、新エリアのスライダージャンプで網を掴み損ね、初の1stリタイアを喫した（ゼッケン91）。

#### 第23回大会
第23回では、アメリカで開かれた予選会で1位通過を果たし出場。1stでスライダージャンプを慎重に乗り越え、29.20秒残しの最速クリア。2ndもクリアし4大会ぶりに3rdへ進出。新クリフハンガー2本目で左手を置くスペースが足りず、突入直後に落下した（ゼッケン95）。インタビュー後、回転技を取り入れて池に飛び込んだ。

#### 第25回大会
第25回は漆原裕治の完全制覇によりリニューアルが施された。スタート順を抽選で決めて挑んだ1stで、一度スタートエリアで失格になるが、通訳がルールを明確に伝えていなかったため、再挑戦を受ける。19.16秒残しで最速通過。2ndでは新設されたスライダードロップのバーが脱線し落下（ゼッケン48）。
第26回は予選を通過したものの、手首の怪我のため欠場。

### 大会別成績
| 大会       | ゼッケン | STAGE | 記録               | 備考                           |
| ---------- | -------- | ----- | ------------------ | ------------------------------ |
| 第20回大会 | 1989     | 3rd   | 新クリフハンガー   | 下り空白部分で脱落、最優秀成績 |
| 第21回大会 | 99       | 2nd   | サーモンラダー     | 6→7段目                        |
| 第22回大会 | 91       | 1st   | スライダージャンプ | 網を掴み損ねる                 |
| 第23回大会 | 95       | 3rd   | 新クリフハンガー   | 1→2本前                        |
| 第25回大会 | 48       | 2nd   | スライダードロップ | バーが脱線                     |

### 通算成績
| 出場数 | 2nd進出 | 3rd進出 | FINAL進出 | 最優秀成績 |
| ------ | ------- | ------- | --------- | ---------- |
| 5回    | 4回     | 2回     | 0回       | 1回        |

- 2021年 第39回大会終了時点

### 最速タイム
| 大会       | STAGE | 制限時間 | 残り時間 | クリア人数 |
| ---------- | ----- | -------- | -------- | ---------- |
| 第20回大会 | 1st   | 120秒    | 16.01秒  | 3人        |
| 第20回大会 | 2nd   | 90秒     | 38.54秒  | 1人        |
| 第21回大会 | 1st   | 120秒    | 21.51秒  | 9人        |
| 第23回大会 | 1st   | 120秒    | 29.20秒  | 16人       |
| 第23回大会 | 2nd   | 70秒     | 18.1秒   | 7人        |
| 第25回大会 | 1st   | 115秒    | 19.16秒  | 11人       |

### テーマ曲
専用のBGMがテーマソングとして存在する。
| 曲名         | 出典                      | 初使用回 |
| ------------ | ------------------------- | -------- |
| 戦場を渡る風 | マブラヴ オルタネイティヴ | 第20回   |

## 特筆
ステージクリアでは必ず最速タイムを樹立。

## 出演

### テレビ
- SASUKE（第20-23・25回大会、TBS）

### CM
- G-SHOCK RANGEMAN（2013年 - ）